# Georg Paulsson
John Georg Paulsson, född 23 september 1884 i Östersund, död 14 juli 1930 i Stockholm, var en svensk journalist och poet.
Georg Paulsson var son till handlaren Göran Paulsson. Efter mogenhetsexamen i Östersund 1903 studerade han humaniora och juridik i Uppsala till 1906. Han var därpå i olika perioder medarbetare i Jämtlands Tidning och Jämtlandsposten till 1915. Från 1917 till sin död var han verksam vid Dagens Nyheter. Berömmelse nådde han som tidningspoet under olika pseudonymer, men främst under namnet Den blyge. I Dagens Nyheter skrev han så gott som dagligen vers. Han anknöt gärna till studentspexets anda till litterära mönster, vanligast kanske skillingtryck och homerisk epos. Hans populäraste stycken var de korta dagsaktuella stroferna med Carl Ferdinand Lundin som centralperson (till C. A. Jacobssons teckningar). Paulsson utgav i bokform Högre skolan. Litterära parodier (1916), Nödrim och dyr-tidshexameter (1918), Carl Ferdinand Lundin: Vad sig i riket tilldragit (tillsammans med C. A. Jacobsson 1922) samt ett par volymer julklappsrim. Postumt utkom 1930 ett urval Dikter. Han är begravd på Norra begravningsplatsen utanför Stockholm.